# Jürgen Traub
Jürgen Traub (* 16. Mai 1943 in Schweinfurt) ist ein ehemaliger Roll- und Eisschnellläufer und zweimaliger Olympiateilnehmer. 

## Leben
Als Zehnjähriger bestritt Traub zunächst Schwimmwettbewerbe, bevor er sich zusammen mit seinem Bruder Günter Traub dem Rollschnelllauf beim ERV Schweinfurt zuwandte. Unterstützt wurde der Wechsel durch das Anlegen einer Rollschnelllaufbahn im Willy-Sachs-Stadion im Jahr 1960. In der Disziplin wurde er mehrfacher deutscher Meister, Weltrekordler und Weltmeister. Parallel widmeten sich die Brüder ab 1959 dem Eisschnelllauf. Im Jahr 1964 startete Jürgen Traub bei den Olympischen Winterspielen in Innsbruck, wo er auf der 10.000-m-Distanz den 21. Platz belegte. Bei den Olympischen Winterspielen 1968 in Grenoble trat Traub bei den Läufen über 1500 m, 5000 m und 10.000 m an und belegte die Plätze 22, 20 und 18.
Im Jahr 1970 übernahm Traub das elterliche Sanitätshaus, nachdem er zuvor den Meistertitel als Orthopädiemechaniker erlangt hatte. In den folgenden Jahrzehnten baute er das Unternehmen aus, das mittlerweile zwölf Standorte in Unterfranken umfasst. Im Jahr 2008 übergab er die Firmenleitung an seine Söhne.